# Takashi Tokita
Takashi Tokita (時田 貴司, Tokita Takashi, né le 24 janvier 1965) est un développeur de jeux vidéo japonais travaillant pour l'entreprise Square Enix. Il fut embauché chez Square Co. en 1985, en même temps que Akitoshi Kawazu et Nasir Gebelli. Il est particulièrement reconnu pour avoir dirigé le développement de Chrono Trigger et avoir écrit les scénarios de Parasite Eve et Final Fantasy IV. Il est également à la tête de l'équipe de production n°7 de Square Enix.

## Travaux notables
- Rad Racer II (1990) - Effets sonores
- Final Fantasy I (1987) - Graphisme[2]
- Final Fantasy III (1990) - Effets sonores
- Final Fantasy IV (1991) - Lead design, scénariste[3]
- Live A Live (1994) - Directeur, scénariste, event design
- Chrono Trigger (1995) - Directeur
- Final Fantasy VII (1997) - Event planning
- Parasite Eve (1998) - Directeur, scénariste, planning
- Parasite Eve II (1999) - Special adviser
- Chocobo Racing (1999) - Directeur
- The Bouncer (2000) - Directeur, dramatisation
- Hanjuku Eiyuu Tai 3D (2003) - Producteur, directeur
- Egg Monster Hero (2004) - Producteur, directeur
- Hanjuku Eiyuu 4 (2005) - Producteur, directeur
- Final Fantasy I and II: Dawn of Souls (2005) - Producteur, designer
- Final Fantasy IV Advance (2005) - Superviseur
- Musashi: Samurai Legend (2005) - Producteur
- Final Fantasy IV DS (2007) - Producteur délégué, directeur
- Nanashi no Game (2008) - Producteur délégué
- Final Fantasy IV: The After Years (2008) - Producteur exécutif[2]
- Oninaki (2019) - producteur créateur[4],[5]